# Repeat Offender
Repeat Offender är det andra studioalbumet av den amerikanske musikern Richard Marx. Det släpptes den 6 maj 1989 och var ett av 1989 års bäst säljande album i hela världen.
Albumet innehåller elva låtar, varav "Right Here Waiting" är den mest kända. Även "Satisfied" tog sig in som etta på den amerikanska singellistan. Albumet toppade Billboard 200 i september 1989, och var i samma veva det mest sålda albumet i Australien, vilket höll i sig i två månader. Marx var involverad i att skriva samtliga låtar, men tog även hjälp av Fee Waybill, Bruce Gaitsch och Dean Pitchford att skriva varsin låt. De tre mest framgångsrika låtarna skrevs dock av Marx själv.
Marx första album, uppkallat efter honom själv, hade sålt oerhört bra, vilket gav Marx självförtroende att experimentera ännu mer i uppföljaren. Det var distinkt rock med mer elgitarr och bas än i debutalbumet. Mixningen av ljudet varierade, vilket gjorde att Marx kunde skrika ut refrängen på låtarna utan att ljudet höjdes. Det gav ett intensivt ljud på de flesta låtarna, med "Right Here Waiting" som undantag. Hans tre första singlar från albumet varierade rejält i stil, med den tredje singeln "Angelia" som en av två riktiga rockballader på albumet.

## Låtlista
1. "Nothin' You Can Do About It" - 4:44
2. "Satisfied" - 4:14
3. "Angelia" - 5:17
4. "Too Late to Say Goodbye" - 0:52
5. "Right Here Waiting" - 4:24
6. "Heart on the Line" - 4:43
7. "Real World" - 4:14
8. "If You Don't Want My Love" - 4:07
9. "That Was Lulu" - 3:44
10. "Wait for the Sunrise" - 4:15
11. "Children of the Night" - 4:44